# Maison-Ponthieu
Maison-Ponthieu és un municipi francès situat al departament del Somme i a la regió dels Alts de França. L'any 2007 tenia 277 habitants.

## Demografia

### Població

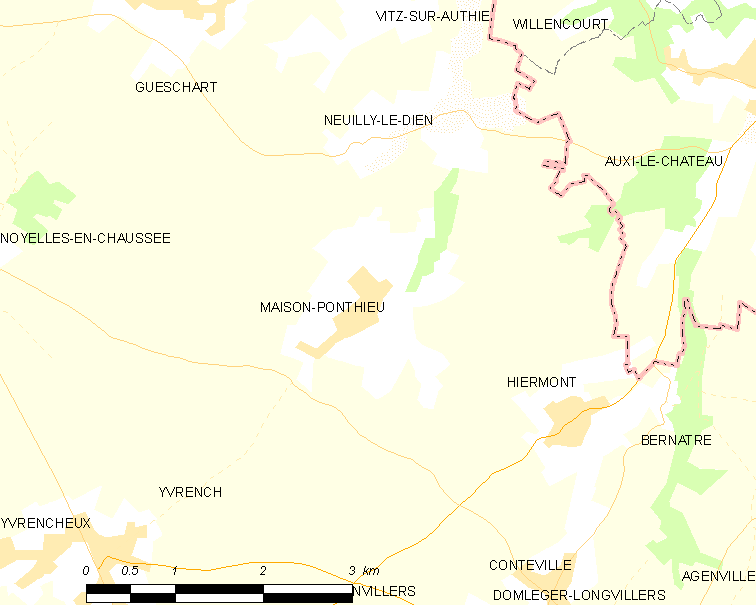
municipi

El 2007 la població de fet de Maison-Ponthieu era de 277 persones. Hi havia 108 famílies de les quals 24 eren unipersonals (12 homes vivint sols i 12 dones vivint soles), 32 parelles sense fills, 48 parelles amb fills i 4 famílies monoparentals amb fills.
La població ha evolucionat segons el següent gràfic:
Habitants censats

### Habitatges

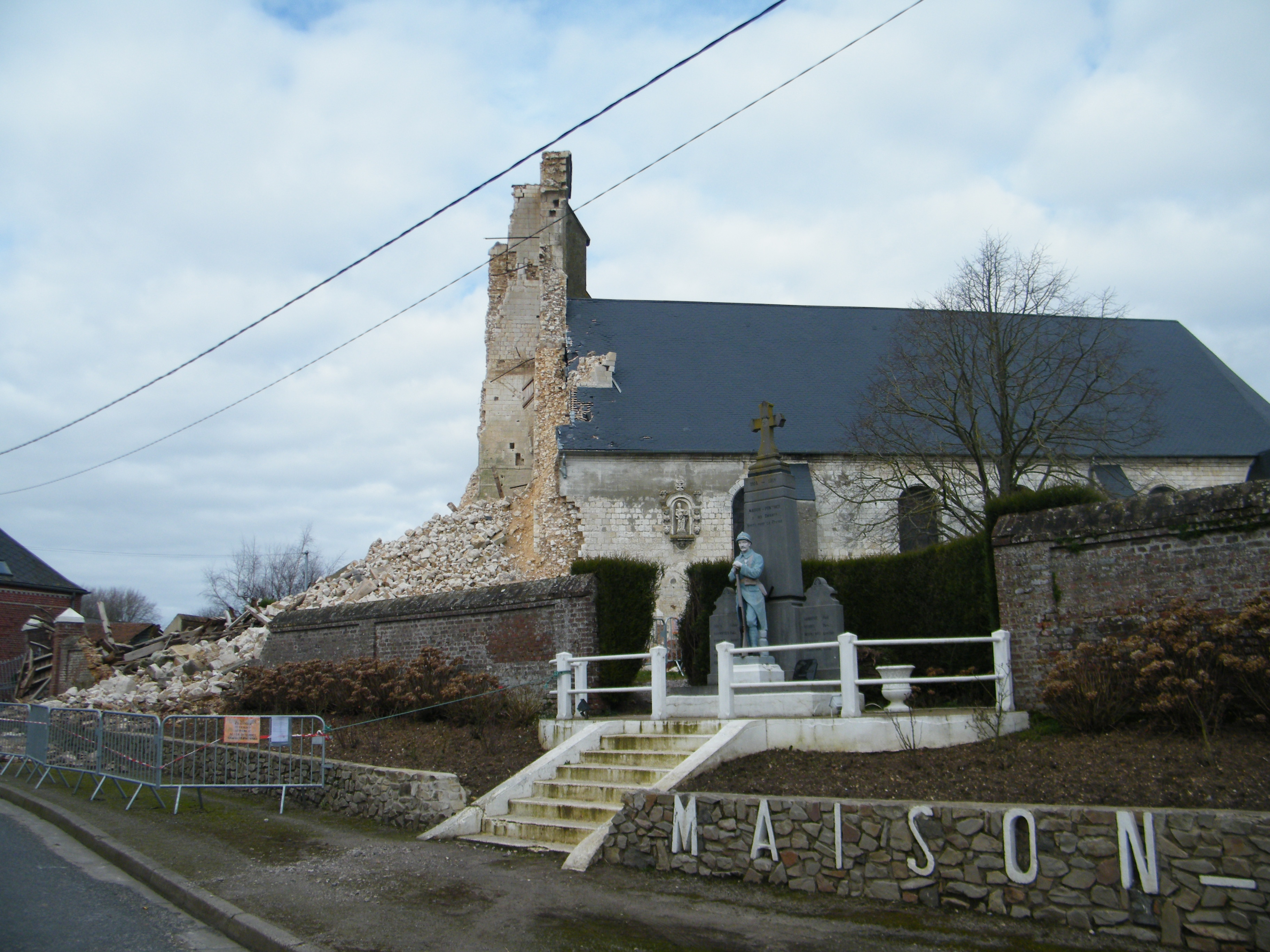

El 2007 hi havia 139 habitatges, 108 eren l'habitatge principal de la família, 18 eren segones residències i 12 estaven desocupats. 135 eren cases i 2 eren apartaments. Dels 108 habitatges principals, 86 estaven ocupats pels seus propietaris i 22 estaven llogats i ocupats pels llogaters; 1 tenia una cambra, 1 en tenia dues, 14 en tenien tres, 24 en tenien quatre i 68 en tenien cinc o més. 73 habitatges disposaven pel capbaix d'una plaça de pàrquing. A 47 habitatges hi havia un automòbil i a 49 n'hi havia dos o més.

### Piràmide de població

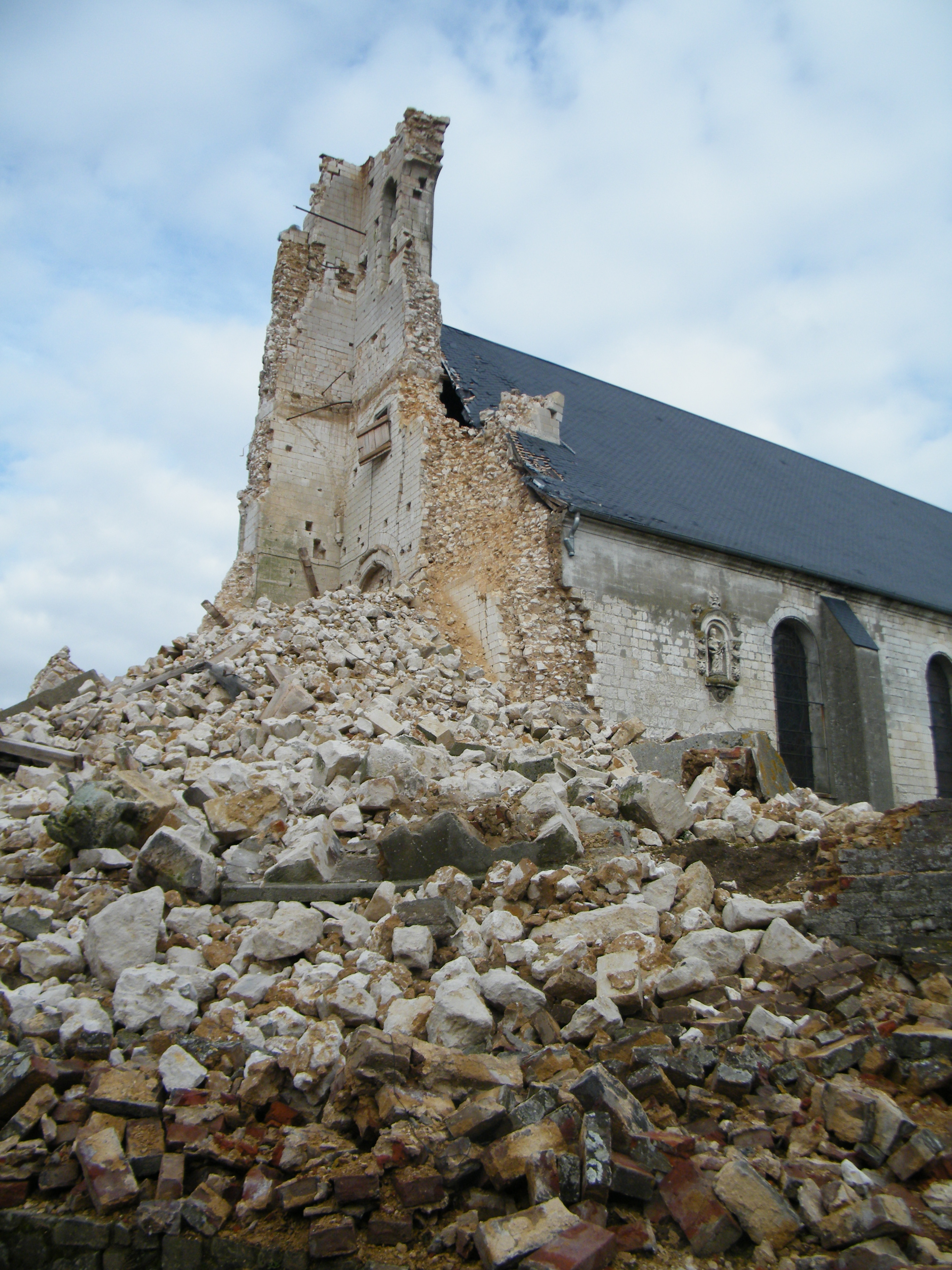

La piràmide de població per edats i sexe el 2009 era:
| Homes | Edats   | Dones |
| ----- | ------- | ----- |
| 0     | 95 o +  | 0     |
| 0     | 90 a 94 | 0     |
| 0     | 85 a 89 | 8     |
| 0     | 80 a 84 | 4     |
| 16    | 75 a 79 | 4     |
| 12    | 70 a 74 | 8     |
| 4     | 65 a 69 | 16    |
| 0     | 60 a 64 | 4     |
| 0     | 55 a 59 | 0     |
| 8     | 50 a 54 | 8     |
| 8     | 45 a 49 | 0     |
| 8     | 40 a 44 | 16    |
| 20    | 35 a 39 | 12    |
| 8     | 30 a 34 | 12    |
| 0     | 25 a 29 | 4     |
| 8     | 20 a 24 | 4     |
| 4     | 15 a 19 | 12    |
| 16    | 10 a 14 | 16    |
| 8     | 5 a 9   | 4     |
| 0     | 0 a 4   | 12    |

## Economia
El 2007 la població en edat de treballar era de 185 persones, 125 eren actives i 60 eren inactives. De les 125 persones actives 111 estaven ocupades (63 homes i 48 dones) i 14 estaven aturades (11 homes i 3 dones). De les 60 persones inactives 17 estaven jubilades, 14 estaven estudiant i 29 estaven classificades com a «altres inactius».

### Ingressos
El 2009 a Maison-Ponthieu hi havia 106 unitats fiscals que integraven 282 persones, la mediana anual d'ingressos fiscals per persona era de 11.891,5 €.

### Activitats econòmiques

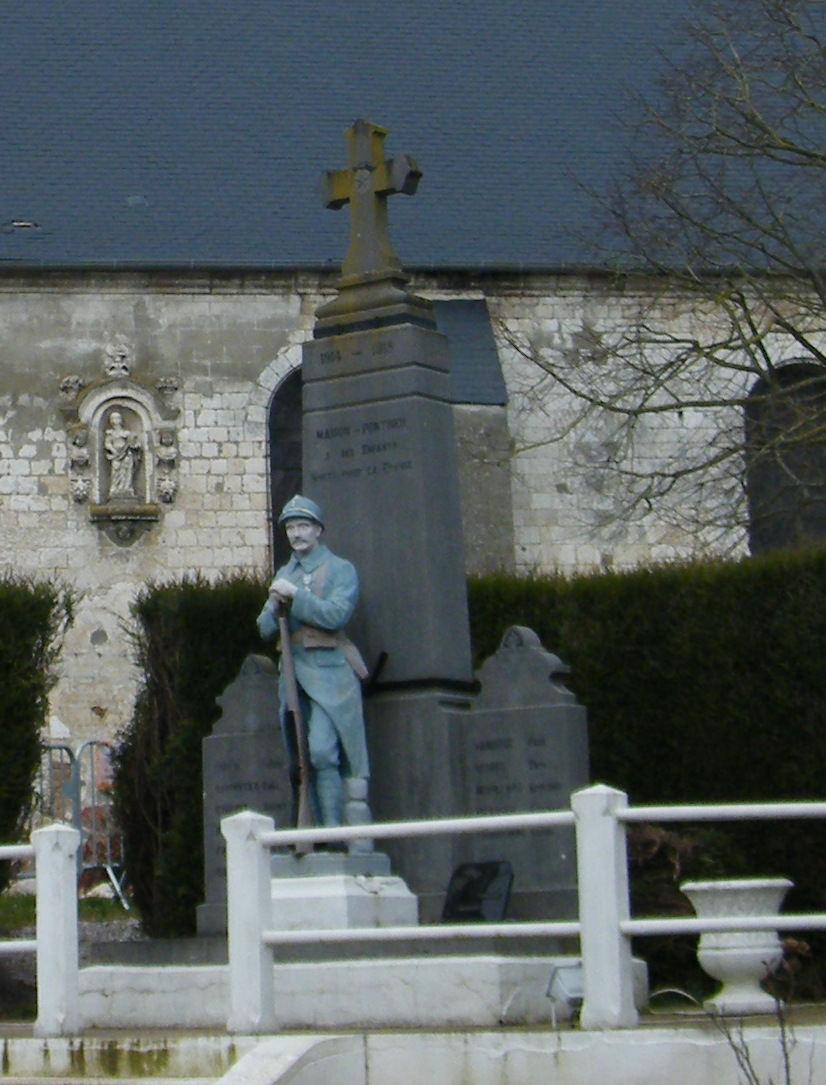

Dels 9 establiments que hi havia el 2007, 1 era d'una empresa de fabricació d'altres productes industrials, 4 d'empreses de construcció, 2 d'empreses de comerç i reparació d'automòbils i 2 d'empreses de serveis.
Dels 6 establiments de servei als particulars que hi havia el 2009, 2 eren tallers de reparació d'automòbils i de material agrícola, 2 guixaires pintors i 2 electricistes.
L'únic establiment comercial que hi havia el 2009 era una carnisseria.
L'any 2000 a Maison-Ponthieu hi havia 8 explotacions agrícoles.

## Equipaments sanitaris i escolars
El 2009 hi havia una escola elemental integrada dins d'un grup escolar amb les comunes properes formant una escola dispersa.

## Poblacions més properes
El següent diagrama mostra les poblacions més properes.